# Ligestillingsparadokset
Ligestillingsparadokset er en korrelation observeret blandt forskellige lande, hvor lande med høj ligestilling, eller er mere udviklede har en kønsubalance, for eksempel i domæner såsom videnskab og teknik.
Maria Charles og Karen Bradley udgav et studie i 2009, hvor de fandt at bruttonationalproduktet per indbygger, og kvinders repræsentation i både ingeniørvidenskab og matematik/naturvidenskab, havde en negativ korrelation når man så det over 44 undersøgte lande.
En undersøgelse blandt 80.000 personer udgivet i 2018, fandt at lande med højere grad af ligestilling, viste højere kønsforskelle for blandt andet altruisme, tillid og tålmodighed.
Flere andre studier finder lignende korrelationer.
Inden for ledelse kan et lignende paradoks også ses med hvad der er blevet kaldt "det nordiske ligestillingsparadoks" hvor der i Norden er få kvinder i topledelse og arbejdsmarkedet er stærkt kønsadskilt på trods af ellers høj ligestilling og høj deltagelse af kvinder på arbejdsmarkedet.
Paradokset er søgt forklaret med en kønsstereotyp: at "matematik er ikke for piger". 
Denne forestilling er mere udbredt i de lande der har stor forskel i kønnenes forskellige intentioner om at studere matematik.